# Эриксен, Руне
Руне Эриксен (норв. Rune Eriksen), более известный как Blasphemer (рус. Богохульник; род. 13 января 1975, Осло, Норвегия) — норвежский музыкант, наиболее известен как бывший гитарист блэк-метал группы Mayhem. Он присоединился к группе в октябре 1994 года, но ушел в конце 2008 года. В настоящее время он играет в Aura Noir, Earth Electric и многонациональных группах Twilight Of The Gods и Vltimas, последняя представляет собой своего рода супергруппу с вокалистом Дэвидом Винсентом ранее работавшим в Morbid Angel и барабанщиком Фло Мунье из Cryptopsy. Также Бласфемер участвовал в таких группах, как: Nader Sadek, Mezzerschmitt и португальской готик-дум-группы Ava Inferi. На данный момент он проживает в Португалии.
Руне Эриксен взял свой псевдоним из одноимённой песни немецкой трэш-метал группы Sodom с EP In the Sign of Evil.

## Инструмент
В период участия в Mayhem Бласфемер использовал чёрную гитару B.C. Rich Warlock.

## Дискография

### Mayhem
- Wolf's Lair Abyss (1997)
- Mediolanum Capta Est (1999)
- Grand Declaration of War (2000)
- Live in Marseilles (2002)
- Chimera (2004)
- Ordo Ad Chao (2007)

### Earth Electric
- Vol. 1: Solar

### Twilight Of The Gods
- Fire on the Mountain (2013)

### Mezzerschmitt
- Weltherrschaft (2002)

### Ava Inferi
- Burdens (2006)
- The Silhouette (2007)
- Blood of Bacchus (2009)
- Onyx (2011)

### Aura Noir
- Black Thrash Attack (1996)
- The Merciless (2004)
- Hades Rise (2008)
- Out to Die (2012)

### Nader Sadek
- In the Flesh (2011)
- Living Flesh (2013)
- The Malefic: Chapter III (2014)

### Vltimas
- Something Wicked Marches In (2019)